# クッキー・アンド・ザ・カップケイクス
クッキー・アンド・ザ・カップケイクス（Cookie And The Cupcakes、あるいはCookie And His Cupcakes、Cookie With The Cup Cakesとの表記もあり）は、アメリカ合衆国ルイジアナ州南部を拠点としたスワンプ・ポップ・バンドであった。1959年のヒット曲「Mathilda」（「Matilda」との綴りもあり）で知られており、この曲は非公式ながらスワンプ・ポップのアンセムと言われた。

## 来歴
バンドはシェルトン・ダナウェイ（Shelton Dunaway、1934年8月3日 - 2022年11月19日）をリーダーとし、ブギ・ランブラーズの名前で活動を開始している。ルイジアナ州ロアノーク出身のハリー・"クッキー"・ティエリー（Huey "Cookie" Thierry、1936年8月13日 - 1997年9月23日）が1952年に加入し、リード・ヴォーカルとテナー・サックスのパートをダナウェイと分け合った。
その他のオリジナル・メンバーはシドニー・"ホット・ロッド"・レイノード（Sidney "Hot Rod" Reynaud、テナー・サックス）、マーシャル・ラデイ（Marshall Laday）あるいはルディー（LeDee、ギター）、アーネスト・ジェイコブズ（Ernest Jacobs、ピアノ）、ジョー・"ブルー"・ランドリー（Joe "Blue" Landry、ベース）、アイヴォリー・ジャクソン（Ivory Jackson、ドラムス）という面々であった。バンドはレイクチャールズを拠点に活動した。
彼らの活動は1953年にレイクチャールズのムーランルージュ・クラブのハウス・バンドとして始まった。1955年にブギ・ランブラーズはゴールドバンド・レコードよりシングル「Cindy Lou」/「Such As Love」をリリースした。彼らは地元で人気のライヴ・バンドとなり、ジェリー・リー・ルイス、ファッツ・ドミノとツアーに出た。1956年、クッキーはフロントマンとなり、これに伴いバンド名はクッキー・アンド・ザ・ブギー・ランブラーズに変更された。それから間もなく、彼らは冗談ぽく観客が叫んだのを耳にし、最終的にカップケイクスという名前に変更したのだった。1957年に彼らは看板曲となった「Mathilda」をジャッド・レコードにレコーディングしている。当初はこの曲をレコーディングできずに苦労したものの、彼らは地元ラジオ局KAOKのスタジオを使わせてもらうことになった 。
この曲は、1959年初頭にビルボードのポップ・チャートに15週に渡りランクイン、最高位47位を記録し、非公式なスワンプ・ポップのアンセムとして知られるようになった。
続いて彼らは1960年代初頭に「Belinda」、「Betty And Dupree」、「Got You On My Mind」などの楽曲をリリースしている。これらの楽曲は商業的には「Mathilda」に及ばなかったが、高い評価を受けている。「Got You On My Mind」は、1963年5月にBillboard Hot 100の94位に食い込む結果を残している。彼らはクーリー・レコードからもレコードをリリースしている。
1965年8月、ティエリーは音楽業界外の仕事のためにロサンゼルスに移住、カップケイクスは彼抜きでの活動を余儀なくされた。クッキーの後任となったのはリード・シンガーのリトル・アルフレッド（またはリル・アルフレッド）バビーノ（Little AlfredまたはLil Alfred Babino、1944年1月5日 レイクチャールズ生まれ - 2006年11月14日）であった。アーネスト・ジェイコブズがバンド・リーダーとなり、何年か活動を続けたが、1970年代初頭頃に活動を停止している。
ティエリーは1990年代に再発見され、以後バンドの面々と再会して1997年に彼が亡くなるまで、時折ブルース・フェスティバルのステージに立つようになった。その後はバビーノがバンド・リーダーとなり、ルイジアナ州およびテキサス州南西部のクラブで活動を続けた。バビーノは2006年、レイクチャールズの自宅で自殺した。

## ディスコグラフィー

### アルバム
- 1974年 『3 Great Rockers!』 (Jin)
- 1976年 『The Legendary Cookie And The Cupcakes』 (Goldband)
- 1978年 『By Request Vol. 2』 (Jin)

### コンピレーション・アルバム
- 1981年 『From Louisiana Bayou』 (P-Vine Special)
- 1985年 『King Of Swamp Pop』 (Ace)
- 1985年 『From Louisiana Bayou』 (P-Vine)
- 1993年 『By Request』 (Jin)

### シングル
- 1955年 「Cindy Lou」/「Such As Love」 (Goldband) ※ブギ・ランブラーズ名義
- 1958年 「Mathilda」/「Married Life」 (Judd/Khoury's)
- 1959年 「Until Then」/「Close Up The Back Door」 (Judd/Lyric)
- 1960年 「Matilda Has Finally Come Back」/「A Part Of Everything」 (Mercury)
- 1962年 「I've Been So Lonely」/「Got You On My Mind」 (Lyric/Chess)
- 1963年 「Mathilda」/「I'm Twisted」(Lyric/Paula)
- 1963年 「All My Lovin' Baby」/「I Heard That Story Before」(Lyric)
- 1963年 「Breaking Up Is Hard To Do」/「I Cried」 (Lyric/Paula)
- 1963年 「Got You On My Mind」/「Belinda」 (Jin)
- 1964年 「Even Though」/「Walking Down The Aisle」 (Lyric/Jewel)
- 1964年 「Charged With Cheating」/「Hey Little School Girl」 (Lyric)
- 1964年 「Sea Of Love」/「It Happens Every Time」 (Lyric)
- 1965年 「Belinda」/「Trouble In My Life」 (Lyric/Paula)
- 1965年 「Long Time Ago」/「Kissing Someone Else」 (Lyric)
- 1975年 「You Gonna Need Me（※ケイティ・ウェブスターの共演）」/「Matilda Finally Come Back Home」 (Goldband)